# Warnbro Beach
Warnbro Beach är en strand i Australien. Den ligger i regionen Rockingham och delstaten Western Australia, omkring 41 kilometer söder om delstatshuvudstaden Perth.
Runt Warnbro Beach är det tätbefolkat, med 257 invånare per kvadratkilometer. Genomsnittlig årsnederbörd är 1 018 millimeter. Den regnigaste månaden är maj, med i genomsnitt 176 mm nederbörd, och den torraste är februari, med 9 mm nederbörd.